# Aleksandar Filipović
Aleksandar Filipović (in serbo Александар Филиповић?; Leskovac, 20 dicembre 1994) è un calciatore serbo, difensore svincolato.

## Palmarès

### Club

#### Competizioni nazionali
- Campionato bielorusso: 1

BATĖ Borisov: 2018
- Coppa di Bielorussia: 2

BATĖ Borisov: 2019-2020, 2020-2021
- Supercoppa di Bielorussia: 1

BATĖ Borisov: 2022